# Stary Pałac Królewski na Hradczanach

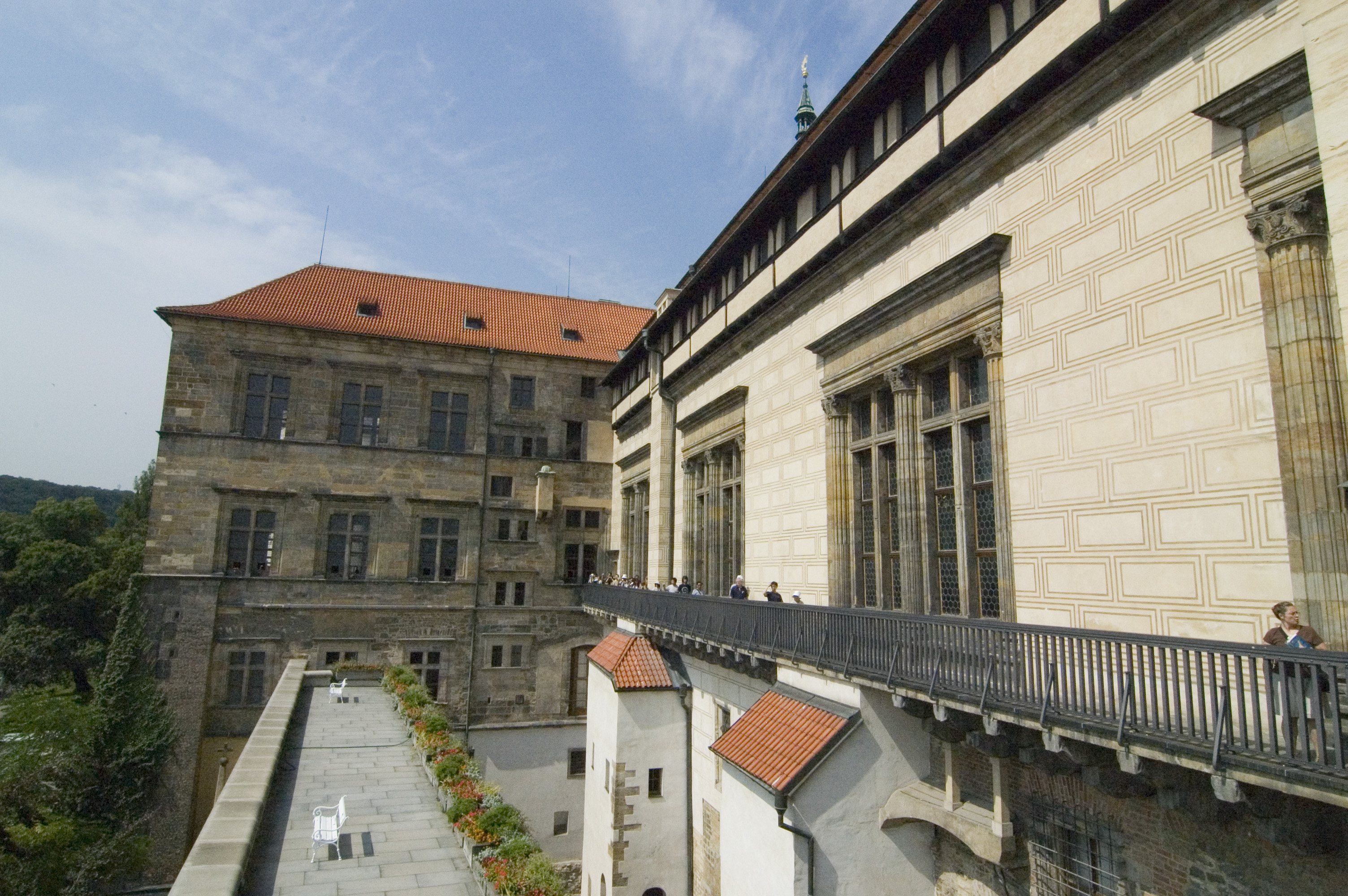
Stary Pałac Królewski - Skrzydło Ludwika

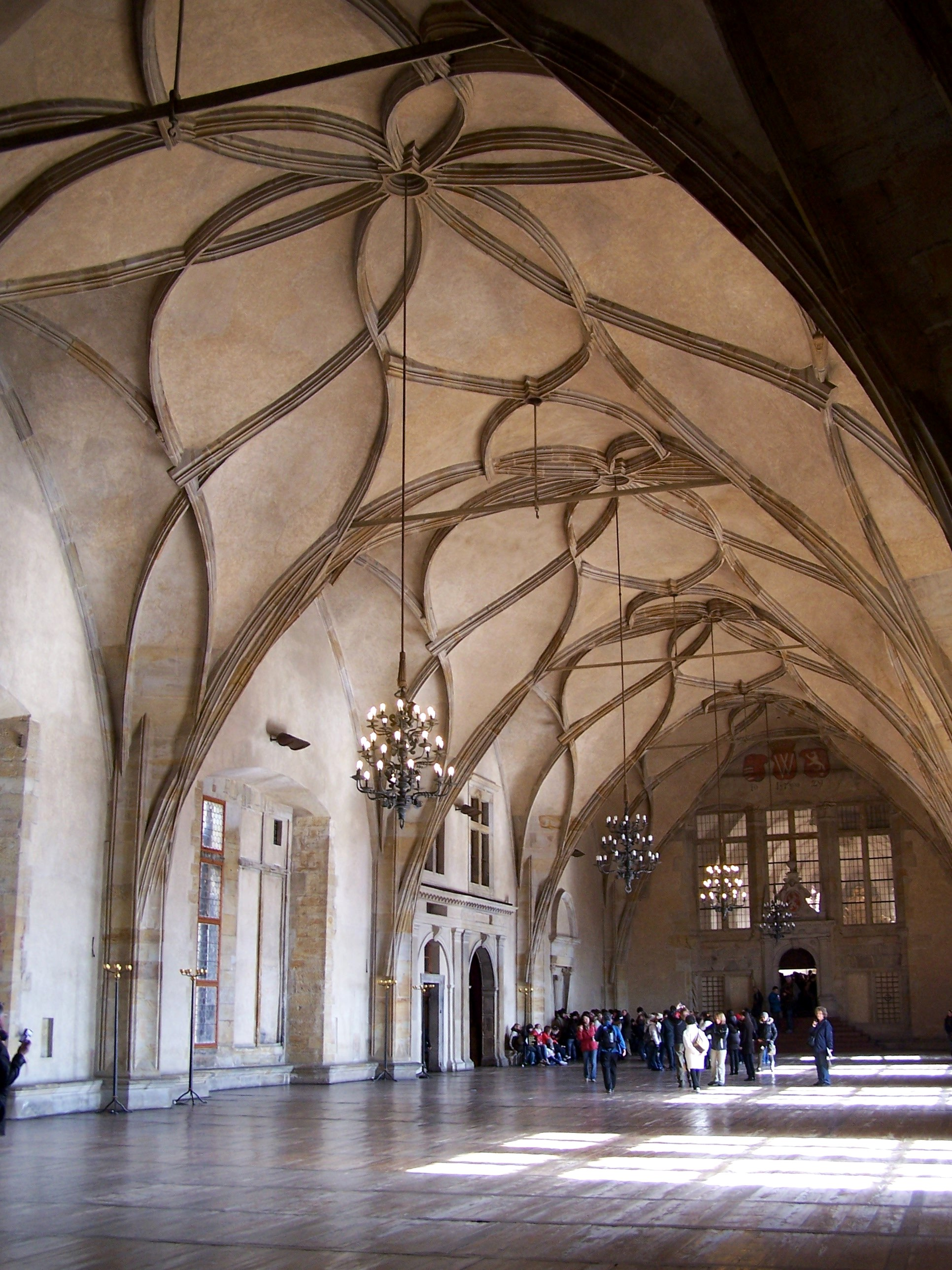
Sala władysławowska

Stary Pałac Królewski (czeski: Starý královský palác) – budynek w historycznej centralnej części południowego skrzydła Zamku Praskiego, który był siedzibą czeskich książąt i królów od X do XVI wieku. 
Znajduje się tam kaplica Wszystkich Świętych, sala władysławowska, Stary Dom, Zarządu Wojewódzkiego i dawne kancelarie. Na niższych piętrach zostały zachowane piętra pałacu Karola IV, a pod nią sala tronowa Sobiesława II Przemyślidy z pierwszej połowy XII wieku. Pomieszczenia są dostępne do zwiedzania, a pod ziemią jest stała wystawa "Historia Zamku Praskiego."